# Giulio Donati
Giulio Donati (Pietrasanta, 5 febbraio 1990) è un calciatore italiano, di ruolo difensore, svincolato.

## Caratteristiche tecniche
Terzino destro di spinta, abile in fase di copertura, può essere impiegato anche a sinistra.

## Carriera

### Club

#### Inizi
Finita la trafila delle giovanili nel Centrolido National di Viareggio (Lucca), muove i primi passi da professionista nella Lucchese, per poi approdare, nel 2008, alla Primavera dell'Inter, in cui milita per due anni.
Esordisce con i nerazzurri il 16 dicembre 2009 in Inter-Livorno (1-0), valida per gli ottavi di finale di Coppa Italia, giocando come titolare e venendo sostituito nei minuti finali da Maicon. Sarà la sua unica presenza stagionale, con il trofeo che se lo aggiudicherà proprio il club meneghino.

#### I prestiti a Lecce, Padova e Grosseto
Il 25 giugno 2010 passa in prestito con diritto di riscatto della comproprietà al Lecce. Esordisce in Serie A il 29 agosto 2010 in Milan-Lecce (4-0), giocando da titolare. Chiude l'annata con 14 presenze, disputando una buona stagione, ma la proprietà del suo cartellino non viene riscattata dal club salentino, sicché Donati fa ritorno all'Inter.
Il 16 luglio 2011 viene ceduto in prestito con diritto di riscatto della comproprietà al Padova, in Serie B. Debutta con biancoscudati il 14 agosto in Padova-Carpi (4-2), partita valida per il secondo turno di Coppa Italia, giocando da titolare. Esordisce in campionato il 25 agosto contro la Sampdoria. Chiude la stagione con 28 presenze.
Terminato il prestito, rientra all'Inter. Durante l'estate si allena con il Lecce in attesa di una sistemazione.
Il 30 agosto 2012 passa in prestito con diritto di riscatto e controriscatto al Grosseto. Esordisce con i toscani due giorni dopo in Cittadella-Grosseto (2-1), giocando da titolare. Poco utilizzato nella prima parte di stagione (solo 10 presenze nel girone di andata) in quanto gli viene preferito Angelo Antonazzo sulla fascia, con la cessione di quest'ultimo alla Reggina, viene schierato con più continuità. Conclude l'annata, terminata con la retrocessione dei toscani, con 28 presenze, non riuscendo ad esprimersi sui livelli delle stagioni precedenti.

#### Bayer Leverkusen e Magonza

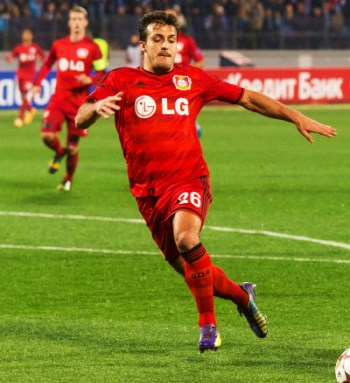
Donati in azione al Bayer Leverkusen nel 2014

Controriscattato dai nerazzurri, il 21 giugno 2013 viene ufficializzato il suo trasferimento in Germania a titolo definitivo per 3 milioni di euro al Bayer Leverkusen. Esordisce con i tedeschi da titolare il 3 agosto, nella partita vinta per 6-1 in casa del Lippstadt 08, valevole per il primo turno della Coppa di Germania. Il 10 agosto debutta in Bundesliga, scendendo in campo dal primo minuto nell'incontro disputato contro il Friburgo (vittoria per 3-1).
Il 17 settembre 2013 esordisce in UEFA Champions League nella partita in trasferta persa per 4-2 contro il Manchester United, valida per la prima giornata della fase a gironi della competizione. Il 22 ottobre 2014 segna per la prima volta in UEFA Champions League, realizzando la prima delle due reti che consentono al Bayer Leverkusen di battere per 2-0 lo Zenit in casa.
Durante la finestra di calciomercato del gennaio 2016 il calciatore si trasferisce al Magonza per 6 milioni di euro. Con il club renano esordisce il 6 febbraio sul campo dell'Hannover 96, nella partita vinta per 1-0 dai suoi, e milita per tre stagioni e mezza, sempre in Bundesliga. Il 18 maggio 2019 si svincola dal Magonza passieme ad altri tre compagni di squadra (Emil Berggreen, Jannik Huth e Gaëtan Bussmann).

#### Ritorno al Lecce
Il 16 dicembre 2019 Donati viene tesserato dal Lecce, dove fa ritorno dopo otto anni. Esordisce in stagione il 6 gennaio 2020 nella partita Lecce-Udinese (0-1), valida per la diciottesima giornata di Serie A. Il 1º marzo 2020 segna il suo primo gol in Serie A in Lecce-Atalanta (2-7), nella quale realizza anche un'autorete.

#### Monza
Scaduto il contratto con il Lecce, il 12 agosto 2020 viene ingaggiato dal Monza, neopromosso in Serie B. Debutta il 25 settembre 2020, nella sfida casalinga di Serie B pareggiata per 0-0 contro la SPAL. Al termine della sua seconda stagione coi brianzoli ottiene la promozione in Serie A tramite i play-off. Nel campionato di Serie A 2022-2023 realizza il suo primo e unico gol con la maglia del Monza, decidendo con una marcatura la partita vinta sul campo del Bologna (0-1). Dopo aver messo a referto solo 8 presenze stagionali, rimane svincolato.
Il 21 settembre 2023 torna nei ranghi del club brianzolo. Lascia definitivamente il Monza al termine della stagione 2023-2024, alla scadenza naturale del proprio contratto; ha collezionato in tutto 71 presenze, un gol e due assist con il club lombardo.

### Nazionale
Il 17 novembre 2010 esordisce con la nazionale Under-21 allenata da Ciro Ferrara nell'amichevole vinta contro la Turchia (2-1).
Il 23 maggio 2011 viene convocato per il Torneo di Tolone. Esordisce nella competizione il 1º giugno in Costa d'Avorio-Italia (0-2), subentrando al 32' a Davide Santon. Scende in campo anche nella semifinale persa contro la Francia, ottenendo la medaglia di bronzo contro il Messico ai tiri di rigore.
Il 27 maggio 2013 viene incluso dal CT Devis Mangia tra i 23 convocati per il campionato europeo Under-21 in Israele; verrà impiegato in tutte le partite, inclusa la finale persa 4-2 contro la Spagna, giocando ottimamente e rivelandosi tra i più positivi degli azzurrini.

## Statistiche

### Presenze e reti nei club
Statistiche aggiornate al 30 giugno 2024.
| Stagione                | Squadra                 | Campionato              | Campionato | Campionato | Coppe nazionali | Coppe nazionali | Coppe nazionali | Coppe continentali | Coppe continentali | Coppe continentali | Altre coppe | Altre coppe | Altre coppe | Totale | Totale |
| Stagione                | Squadra                 | Comp                    | Pres       | Reti       | Comp            | Pres            | Reti            | Comp               | Pres               | Reti               | Comp        | Pres        | Reti        | Pres   | Reti   |
| ----------------------- | ----------------------- | ----------------------- | ---------- | ---------- | --------------- | --------------- | --------------- | ------------------ | ------------------ | ------------------ | ----------- | ----------- | ----------- | ------ | ------ |
| 2007-2008               | Lucchese                | C1                      | 0          | 0          | CI-C            | 5               | 0               | -                  | -                  | -                  | -           | -           | -           | 5      | 0      |
| 2008-2009               | Inter                   | A                       | 0          | 0          | CI              | 0               | 0               | UCL                | 0                  | 0                  | SI          | 0           | 0           | 0      | 0      |
| 2009-2010               | Inter                   | A                       | 0          | 0          | CI              | 1               | 0               | UCL                | 0                  | 0                  | -           | -           | -           | 1      | 0      |
| Totale Inter            | Totale Inter            | Totale Inter            | 0          | 0          |                 | 1               | 0               |                    | 0                  | 0                  |             | 0           | 0           | 1      | 0      |
| 2010-2011               | Lecce                   | A                       | 14         | 0          | CI              | 2               | 0               | -                  | -                  | -                  | -           | -           | -           | 16     | 0      |
| 2011-2012               | Padova                  | B                       | 28         | 0          | CI              | 2               | 0               | -                  | -                  | -                  | -           | -           | -           | 30     | 0      |
| 2012-2013               | Grosseto                | B                       | 28         | 0          | CI              | -               | -               | -                  | -                  | -                  | -           | -           | -           | 28     | 0      |
| 2013-2014               | Bayer Leverkusen        | BL                      | 23         | 0          | CG              | 4               | 0               | UCL                | 6                  | 0                  | -           | -           | -           | 33     | 0      |
| 2014-2015               | Bayer Leverkusen        | BL                      | 8          | 0          | CG              | 2               | 0               | UCL                | 6                  | 1                  | -           | -           | -           | 16     | 1      |
| 2015-gen. 2016          | Bayer Leverkusen        | BL                      | 12         | 0          | CG              | 2               | 0               | UCL                | 4                  | 0                  | -           | -           | -           | 18     | 0      |
| Totale Bayer Leverkusen | Totale Bayer Leverkusen | Totale Bayer Leverkusen | 43         | 0          |                 | 8               | 0               |                    | 16                 | 1                  |             | -           | -           | 67     | 1      |
| gen.-giu. 2016          | Magonza                 | BL                      | 11         | 0          | CG              | -               | -               | -                  | -                  | -                  | -           | -           | -           | 11     | 0      |
| 2016-2017               | Magonza                 | BL                      | 32         | 0          | CG              | 1               | 0               | UEL                | 4                  | 0                  | -           | -           | -           | 37     | 0      |
| 2017-2018               | Magonza                 | BL                      | 29         | 0          | CG              | 2               | 0               |                    |                    |                    |             |             |             | 31     | 0      |
| 2018-2019               | Magonza                 | BL                      | 9          | 0          | CG              | 0               | 0               |                    |                    |                    |             |             |             | 9      | 0      |
| Totale Magonza          | Totale Magonza          | Totale Magonza          | 81         | 0          |                 | 3               | 0               |                    | 4                  | 0                  |             |             |             | 88     | 0      |
| gen.-giu. 2020          | Lecce                   | A                       | 20         | 1          | CI              | -               | -               |                    | -                  | -                  |             | -           | -           | 20     | 1      |
| Totale Lecce            | Totale Lecce            | Totale Lecce            | 34         | 1          |                 | 2               | 0               |                    | -                  | -                  |             | -           | -           | 36     | 1      |
| 2020-2021               | Monza                   | B                       | 28         | 0          | CI              | -               | -               |                    | -                  | -                  |             | -           | -           | 28     | 0      |
| 2021-2022               | Monza                   | B                       | 29+1       | 0          | CI              | 1               | 0               |                    | -                  | -                  |             | -           | -           | 31     | 0      |
| 2022-2023               | Monza                   | A                       | 8          | 1          | CI              | 0               | 0               |                    | -                  | -                  |             | -           | -           | 8      | 1      |
| 2023-2024               | Monza                   | A                       | 4          | 0          | CI              | -               | -               |                    | -                  | -                  |             | -           | -           | 4      | 0      |
| Totale Monza            | Totale Monza            | Totale Monza            | 69+1       | 1          |                 | 1               | 0               |                    | -                  | -                  |             | -           | -           | 71     | 1      |
| Totale carriera         | Totale carriera         | Totale carriera         | 283+1      | 2          |                 | 22              | 0               |                    | 20                 | 1                  |             | -           | -           | 326    | 3      |

## Palmarès

### Club
- Coppa Italia: 1

Inter: 2009-2010